# Kungsör

Kungsörs kommunvapen

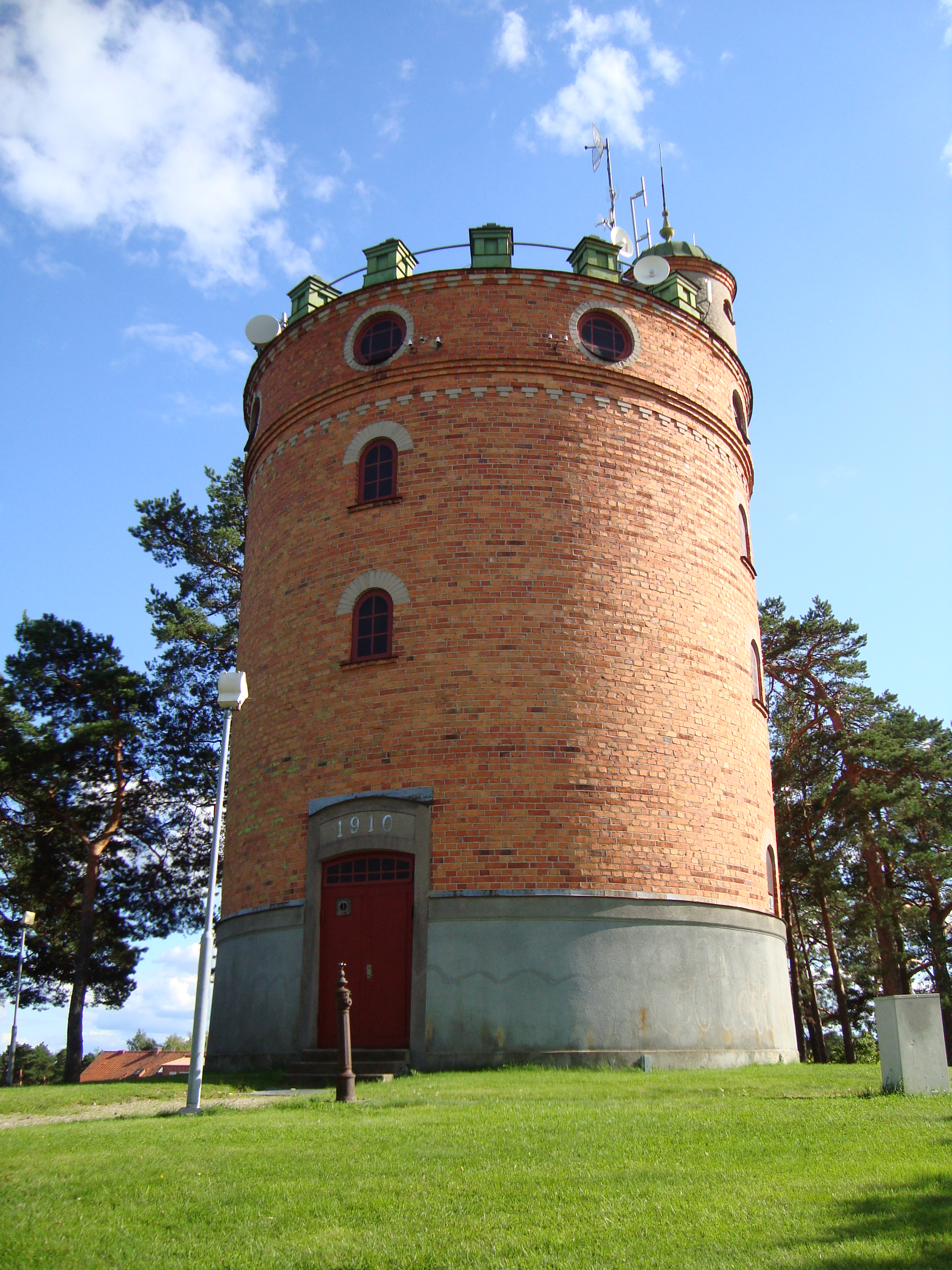
Vattentornet i Kungsör

Kungsör är en tätort och centralort i Kungsörs kommun i Västmanlands län. Orten är belägen där Arbogaån mynnar ut i Mälaren. Huvuddelen av Kungsör ligger söder om ån och i landskapet Södermanland, medan den mindre delen norr om Arbogaån tillhör Västmanland. 

## Historik
Gravfynd tyder på att Kungsör var befolkat med permanent bofasta invånare runt 3000–4000 f.Kr.
Cirka hundra år innan vikingatidens början uppkom ledungen. Det var en institution som skulle se till att ställa sjöstridskrafter till Sveasamväldets konungs förfogande. I Kungsörstrakten skulle 32 friska soldater förses med vapen och proviant för att ligga i ständig beredskap, redo att rycka in vid härnadståg och i kustbevakningssyfte.[källa behövs] I slutet av vikingatiden stod ett stort område mellan Arbogaån och Hedströmmen under vatten. När vattnet drog sig undan uppstod det goda betesmarker och de forna öarna bebyggdes med hus. Lagmannen Gregers Magnusson samlade ihop ett stort jordagods med Grönö som centrum.
När Gustav Vasa kom till makten 1523 konfiskerade han Grönö gård som förverkades av kronan. Gustav Vasa inrättade bland annat ett häststuteri på dess mark. 1538 bytte han Grönö gård och fem hemman som han förvärvat mot landområdet Kungsörs kronogård (numera Kungsörs kommun). Kungen erhöll även flera kringliggande gårdar i utbyte, och steg snart till 38 stora gårdar, 7 torp och flera utjordar. Han rustade upp Kungsörs gård och utförde omfattande arbeten för att utöka sina åkerarealer. Intresset var stort och han vistades ofta på Kungsör tillsammans med sin familj och sitt hov.
Drottning Kristina (1626-1689) vistades ofta i Kungsör där hon även uppförde en egen ridbana som hon kallade "Rundelborg" men som numera endast kallas för "Drottning Kristinas ridbana". Denna spiral/labyrintliknande ridbana finns fortfarande kvar att beskåda, och är belägen på en höjd bakom "Kungsudden" (Kungsgården).
För Karl XI blev kungsgården i Kungsör en favoritplats. Det var Karl XI:s mening att bebyggelsen skulle omvandlas och byggas ut. Det fördes även långtgående diskussioner och planer på hög nivå om att låta Kungsör bli Sveriges nya huvudstad. Både Gustav Vasa (Gustav I) och Karl XI var förtjusta i Kungsör med dess vackra omgivningar och strategiska läge invid Mälaren. Bygget av Kung Karls Kyrka igångsattes på Karl XI:s tid.
Karl XI och Karl XII jagade ofta varg och björn i trakten – som tonåring nedlade Karl XII sin första björn nära Hjälmare kanal. Karl XII:s livknekt Per Frestare, som från början var kungens barnvakt, och som kom ifrån Kungsör, etablerade senare en egen gård som kom att kallas "Per Frestaregården". Den finns fortfarande kvar i Kungsör, men har numera övergått i privat ägo.

### Administrativa tillhörigheter
Kungsör var en ort i Kung Karls socken där Kung Karls landskommun inrättades vid kommunreformen 1862 och vari Kungsörs municipalsamhälle inrättades 7 april 1904. Kungsörs köping bildades 1907 genom en utbrytning av municipalsamhället med närområde ur landskommunen. 1971 uppgick köpingskommunen i Kungsörs kommun med Kungsör som centralort.
I kyrkligt hänseende hörde Kungsör före 2006 till Kung Karls församling och hör från 2006 till Kungsörs församling.
Judiciellt har orten ingått i samma tingslag och tingsrätter som Kung Karls socken.

### Befolkningsutveckling
| Befolkningsutvecklingen i Kungsör 1950–2020                              | Befolkningsutvecklingen i Kungsör 1950–2020 | Befolkningsutvecklingen i Kungsör 1950–2020 | Befolkningsutvecklingen i Kungsör 1950–2020 | Befolkningsutvecklingen i Kungsör 1950–2020 |
| ------------------------------------------------------------------------ | ------------------------------------------- | ------------------------------------------- | ------------------------------------------- | ------------------------------------------- |
|                                                                          |                                             |                                             |                                             |                                             |
| År                                                                       |                                             |                                             | Folkmängd                                   | Areal (ha)                                  |
| 1950                                                                     | 1950                                        |                                             | 3 820                                       |                                             |
| 1960                                                                     | 1960                                        |                                             | 4 553                                       |                                             |
| 1965                                                                     | 1965                                        |                                             | 5 156                                       |                                             |
| 1970                                                                     | 1970                                        |                                             | 5 977                                       |                                             |
| 1975                                                                     | 1975                                        |                                             | 6 039                                       |                                             |
| 1980                                                                     | 1980                                        |                                             | 6 293                                       |                                             |
| 1990                                                                     | 1990                                        |                                             | 5 981                                       | 458                                         |
| 1995                                                                     | 1995                                        |                                             | 5 801                                       | 464                                         |
| 2000                                                                     | 2000                                        |                                             | 5 553                                       | 465                                         |
| 2005                                                                     | 2005                                        |                                             | 5 610                                       | 465                                         |
| 2010                                                                     | 2010                                        |                                             | 5 452                                       | 471                                         |
| 2015                                                                     | 2015                                        |                                             | 5 885                                       | 512                                         |
| 2020                                                                     | 2020                                        |                                             | 6 197                                       | 511                                         |
| Anm.: införlivade 2015 Rabostan och Skillingsudd, Rabostan utbruten 2018 |                                             |                                             |                                             |                                             |

## Sevärdheter
- Miniature Kingdom, modelljärnvägsanläggning i tidigare Kungsörs Bleckkärlsfabriks byggnad, vilken visar miljöer i Sverige.
- Villa Prenker

## Kända personer
- Thor Modéen, skådespelare
- Fredrick Federley, tidigare centerpartistisk politiker
- Björn Lagerström, sångare och medlem i Barbados (musikgrupp)

### Noter

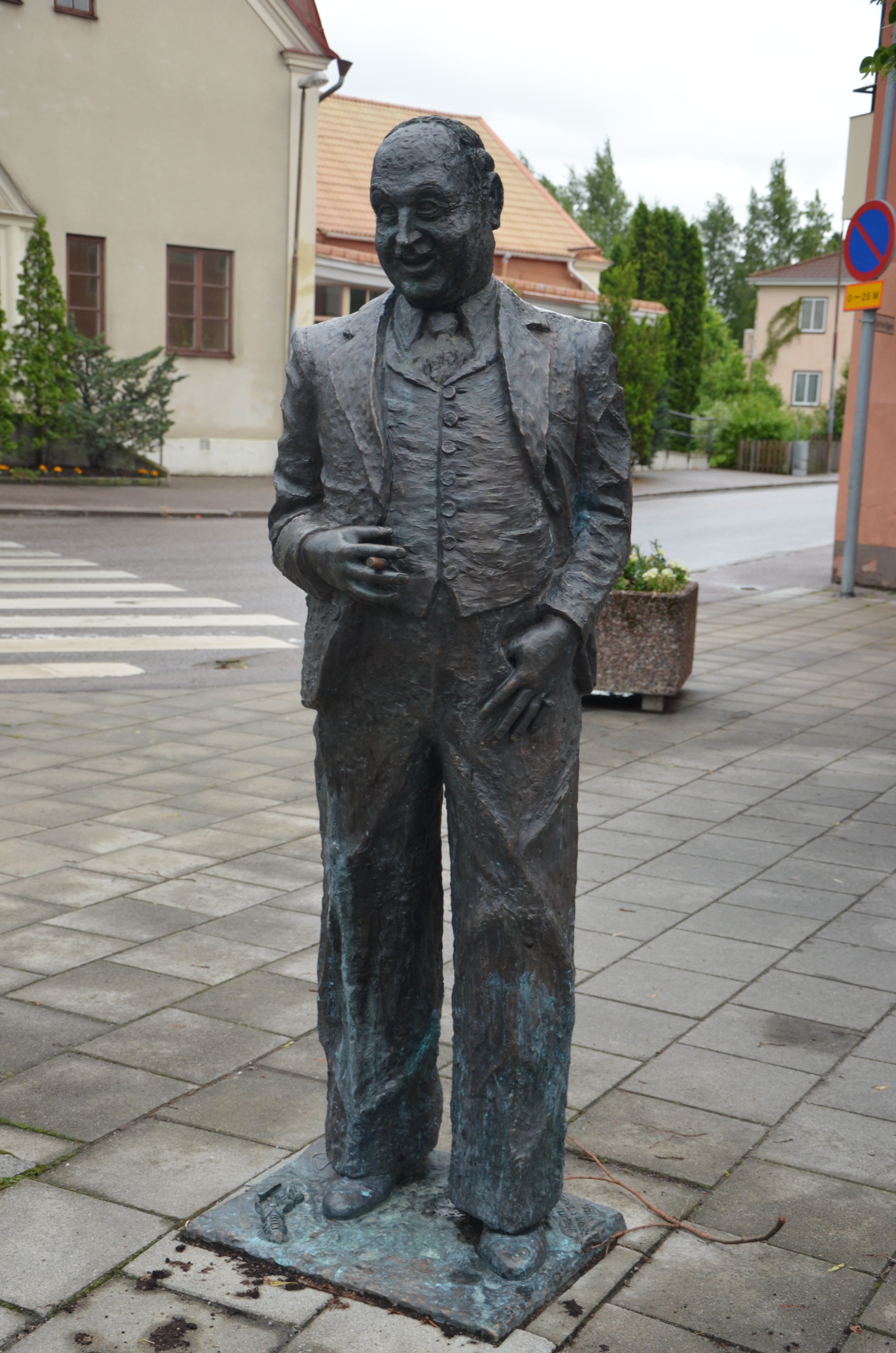
Staty av Thor Modéen i Kungsör